# ОШ „Краљ Петар II Карађорђевић” Београд
ОШ „Краљ Петар II Карађорђевић” се налази у Београду, на Врачару. Основана је 1932. године, а носи име по посљедњем краљу Југославије Петру II Карађорђевићу

## Историја
Основна школа „Краљ Петар II Карађорђевић“ зидана је од 1929. до 1931. године донацијом краљице Марије, супруге краља Александра Карађорђевића. Са радом је почела 1932. године, када је са зградом дјеци Врачара поклоњено и велико школско двориште површине од 1,5 ha.

## Опис школе
Настава се одвија у 5 кабинета, 19 учионица и једном дигиталном учионицом. Настава физичког васпитања се изводи у великој сали, свечаној сали, гимнастичкој сали и балетској сали са огледалима. Уз сале постоје свлачионице са купатилима. У простору школе своје активности обавља и ДАХ театар – центар за позоришна истраживања. Велико школско двориште са теренима за фудбал, кошарку и одбојку, пружа ученицима довољно могућности за бављење спортом у току наставе и у слободно вријеме. Послије наставе ученицима је организован продужени боравак, гдје ђаци уз помоћ наставника раде домаће задатке, или се баве неком другом активношћу. У колективу је изражена тенденција ка целодневној настави. Настава се одвија у пријеподневној смјени.